# Plumrose (dokumentarfilm)
|  | Denne artikel er oprettet af botten Steenthbot ud fra en ekstern database. Den kan derfor have sproglige fejl eller mangler. Denne skabelon kan fjernes efter kontrol af indholdet. |

Plumrose er en dansk virksomhedsfilm fra 1953.

## Handling
Man ser Plumrose-fabrikkens bygninger udefra og kommer herefter ind på fabrikken og ser, hvordan forskellige produkter bliver til.